# Моје (Анкона)
Моје је насеље у Италији у округу Анкона, региону Марке.
Према процени из 2011. у насељу је живело 4985 становника. Насеље се налази на надморској висини од 114 м.